# Jean Rist
Jean Rist, né le 28 novembre 1900 à Montpellier et mort le 21 août 1944 à la bataille d’Estivareilles (Loire), est un ingénieur et résistant français. Il est un Juste parmi les nations. La « médaille Jean Rist » est décernée chaque année depuis 1949 par la Société française de métallurgie et de matériaux,,.

## Biographie
Il est diplômé de l'École centrale Paris (promotion 1921).

## Distinctions
- Chevalier de la Légion d'honneur
- Croix de guerre 1939–1945
- Médaille de la Résistance française à titre posthume (décret 24 avril 1946)[5]
- Juste parmi les nations[1].

### Sources
- Centrale-histoire